# Baćoglava
Baćoglava (en serbe cyrillique : Баћоглава) est un village de Serbie situé dans la municipalité de Kuršumlija, district de Toplica. Au recensement de 2011, il comptait 194 habitants.

## Démographie
| 1948 | 1953 | 1961 | 1971 | 1981 | 1991 | 2002 | 2011 |
| ---- | ---- | ---- | ---- | ---- | ---- | ---- | ---- |
| 443  | 469  | 439  | 413  | 460  | 319  | 263  | 194  |

|  |